# صمد شجاع‌الدوله
صمد شجاع‌الدوله رئیس ایل مقدم مراغه بود و از دشمنان سرسخت مشروطیت و نوکر روس. علت نامیدن ایل او به «مقدم» آن بود که افراد ایل او همیشه مقدم لشکر شاهی جنگ می‌کردند. خانواده اعتماد مقدم از اولاد او هستند.

## لقب او
وی در سال ۱۳۲۵ قمری ملقب به سردار مقتدر و حاکم ساوجبلاغ مکری بود در آن ایام بدستور فرمانفرما با کردها جنگید و آنها را تار و مار کرد بعداً از طرف محمد علی شاه ملقب به شجاع الدوله شد و به محاصره تبریز فرستاده شد.

## جنگ تبریز
در مدت یازده ماه یعنی از ۲۰ جمادی‌الاول ۱۳۲۶ ق تا هشتم ربیع‌الثانی ۱۳۲۷ ق مردم تبریز به سرکردگی ستارخان در مقابل بیش از سی هزار نیروی مهاجم به فرماندهی عین الدوله و صمد شجاع‌الدوله و شجاع نظام مرندی مقاومت کرد.
پس از اینکه عین‌الدوله از تصرف تبریز شکست خورد و عقب نشینی کرد پیروزی چشمگیری نصیب مشروطه خواهان گردید، اکثر شهرها و ازجمله مراغه به تصرف آن‌ها در آمد. در این زمان محمدعلی شاه به صمدخان لقب شجاع‌الدوله داده و برای سرکوبی آذربایجان گسیل داشت. وی پس از رسیدن به مراغه بیداد را آغاز کرد و نخست برای زهر چشم گرفتن، روحانی طرفدار مشروطه سید محمدحسن مقدس را با شکنجه به قتل رسانید و طرفداران مشروطه را کشته یا زندانی نموده و از صاحبان ثروت مقادیر زیادی پول گرفته و تبعید نمود.
وی پس از تهیه نیرو به طرف تبریز حرکت و در اولین زدوخورد در ناحیه «خانقاه» شکست سختی به قوای مشروطه وارد آورد. وی پس از برپایی اردو در محله قراملک تبریز در غرب شهر جنگ خونین تبریز را آغاز می نماید. در ادامه جنگ از شهریور ماه ۱۲۸۷ ( رجب ۱۳۲۶ قمری )الی آخر فروردین ۱۲۸۸ مدام در جنگ و محاصره تبریز شرکت داشت و در هر سه حمله بزرگ خود یعنی جنگ حکماوار(حکم‌آباد)، جنگ ساری‌داغ، و جنگ آناخاتون برای فتح شهر ناکام ماند..

## حکومت در تبریز
به بهانه رد اولتیماتوم دولت روس از طرف مجلس، قوای روس در تاریخ ۲۹ ذیحجه ۱۳۲۹ ( مطابق ۲۹ آذر ۱۲۹۰) شهر تبریز را مورد هجوم و اشغال قرار دادند و در روزهای بعد پس از اشغال کامل و درهم شکستن مقاومت مجاهدین، صمدخان را به حکمرانی و فرمانروایی تبریز گماشتند.
شجاع‌الدوله، نزدیک به۱۰۰ نفر از سران و مبارزان مشروطه و مجاهدین را شکنجه و اعدام کردند که در میان آن‌ها ثقةالاسلام تبریزی و حاج علی دوافروش، پسر علی موسیو و دیگران بودند. اما فجیع‌ترین مجازات ها را شجاع‌الدوله انجام داد مثل کشتن با شکنجه و سربریدن و شقه کردن اجساد کشته‌ها.

## مرگ در تفلیس
زمانی که ترک‌های عثمانی به آذربایجان حمله کردند، شجاع الدوله را مجدداً به فرماندهی قشون به جنگ فرستادند و او جنگی سختی با قوای عثمانی کرد  و به تفلیس بازگشت و کمی بعد در همانجا با بیماری سرطان فوت نمود. سردار ناصر (اسکندر مقدم مراغه)(برادر زاده اش) جنازه او را به ایران آورد و  طبق وصیت خود صمد خان جنازه او پس از ۳ روز به کشور عراق برده شد و در قبرستان وادی السلام شهر نجف دفن شد.